# Wiemersdorf
Wiemersdorf település Németországban, Schleswig-Holstein tartományban. Lakosainak száma 1706 fő (2023. december 31.).

## Népesség
A település népességének változása:
| Lakosok száma | 1020 | 1655 | 1715 | 1685 | 1699 | 1706 |
|               | 1975 | 2017 | 2019 | 2021 | 2022 | 2023 |